# Oreisplanus
Oreisplanus là một chi bướm ngày thuộc họ Bướm nâu.

## Các loài
- Oreisplanus munionga Olliff, 1890
- Oreisplanus perornata Kirby, 1893